# Friidrott vid medelhavsspelen 1997
Friidrott vid medelhavsspelen 1997 hölls 15-19 juni 1997 i Stadio San Nicola, Bari.

## Resultat
| Herrar 100 m 1. Angelos Pavlakakis , Grekland – 10,13 2. Anninos Marcoullides , Cypern – 10,23 3. Stephane Cali , Frankrike – 10, 28 200 m 1. Giovanni Puggioni , Italien – 20,44 2. Georgios Panayotopoulos , Grekland – 20,53 3. Prodromos Katsantonis , Cypern – 20,55 400 m 1. Jean-Louis Rapnouil , Frankrike – 45,58 2. Marco Maccari , Italien – 45,74 3. Samir Louahla , Algeriet – 46,07 800 m 1. Giuseppe d’Urso , Italien – 1.47,10 2. Andrea Longo , Italien – 1.47,54 3. Djabir Saïd Guerni , Algeriet – 1.47,76 1 500 m 1. Driss Maazouzi , Marocko – 3.44,77 2. Branko Zorko , Kroatien – 3.45,17 3. Reyes Estéves , Spanien – 3.45,40 5 000 m 1. Alberto García , Spanien – 13.25,29 2. El Hassan Lahssini , Marocko – 13.28,95 3. Saïd Bérioui , Marocko – 13.53,98 10 000 m 1. Smail Sghir , Marocko – 28.05,74 2. Abderrahim Zitouna , Marocko – 28.19,85 3. Kamel Kohil , Algeriet – 28.24,19 Maraton 1. Azzedine Sakhri , Algeriet – 2:20.40 2. Giovanni Ruggiero , Italien – 2:21.08 3. Mustapha Damaoui , Marocko – 2:21.32 110 m häck 1. Vincent Clarico , Frankrike – 13,61 2. Mauro Re , Italien – 13,71 3. Emiliano Pizzoli , Italien – 13,72 400 m häck 1. Zid Abou Hamed , Syrien – 49,25 2. Laurent Ottoz , Italien – 49,27 3. Miro Kocuvan , Slovenien – 49,43 Höjdhopp 1. Stevan Zoric , Jugoslavien – 2,28 2. Arturo Ortiz , Spanien – 2,26 3. Ignacio Pérez , Spanien – 2,26 Längdhopp 1. Gregor Cankar , Slovenien – 8,00 2. Kostas Koukodimos , Grekland - 7,95 3. Dimitrios Chatzopoulos , Grekland – 7,92 Trestegshopp 1. Paolo Camossi , Italien – 16,63 2. Christos Meletoglu , Grekland – 16,50 3. Germain Martial , Frankrike – 16,18 Kulstötning 1. Allesandro Andrei , Italien – 19,54 2. Corrado Fantini , Italien – 19,19 3. Stevemir Ercegovac , Kroatien – 19,00 Diskuskastning 1. Igor Proimc , Slovenien – 61,66 2. Diego Fortuna , Italien – 59,90 3. Simone Sbrogiò , Italien – 59,20 Spjutkastning 1. Kostas Gatsioudis , Grekland – 89,22 2. Dimitrios Polymerou , Grekland – 77,58 3. Maher Ridane , Tunisien – 76,12 Tiokamp 1. Pierre-Alexandre Vial , Frankrike – 8 070 p 2. Baniamina Poserina , Italien – 7 991 p 3. Prodromos Korkizoglou , Grekland – 7 932 p Stafett 4 x 100 m 1. Italien – 38,61 2. Spanien – 38,85 3. Cypern – 39,12 Stafett 4 x 400 m 1. Algeriet – 3.02,78 2. Frankrike – 3.02,84 3. Italien – 3.03,08 20 km gång 1. Giovanni De Benedictis , Italien – 1:24.59 2. Michele Didoni , Italien – 1:25.21 3. Halem Ghoula , Tunisien – 1:25.36 Släggkastning 1. Christophe Épalle , Frankrike – 78,44 2. Raphaël Piolanti , Frankrike – 77,20 3. Enrico Sgrulletti , Italien – 76,32 Stavhopp 1. Alain Andji , Frankrike – 5,70 2. Juan Gabriel Concépcion , Spanien – 5,50 3. Andrea Giannini , Italien – 5,50 3 000 m hinder 1. Brahim Boulani , Marocko – 8.18,80 2. Hicham Bouaouiche , Marocko – 8.20,30 3. Giuseppe Maffei , Italien – 8.23,43 | Damer 100 m 1. Ekaterini Thanou , Grekland – 11,13 2. Frédérique Bangué , Frankrike – 11,22 3. Sylviane Félix , Frankrike – 11,27 200 m 1. Nora Güner , Turkiet – 22,86 (2,5 m/s) 2. Fabé Dia , Frankrike – 23,18 3. Anita Mormand , Frankrike – 23,50 400 m 1. Virna De Angeli , Italien – 51,31 2. Dora Kyriacou , Cypern – 52,02 3. Patricia Spuri , Italien – 52,57 800 m 1. Hasna Benhassi , Marocko – 2.03,70 2. Jolanda Čeplak , Slovenien – 2.03,71 3. Séverina Foulon , Frankrike – 2.04,24 1 500 m 1. Nouria Mérah-Benida , Algeriet – 4.11,27 2. Samira Raïf , Marocko – 4.11,60 3. Mayte Zúñiga , Spanien – 4.11,63 5 000 m 1. Roberta Brunet , Italien – 15.00,69 2. Julia Vaquero , Spanien – 15.04,48 3. Zarah Ouaziz , Marocko – 15.30,19 10 000 m 1. Chrysostomia Iakovou , Grekland – 32.34,87 2. Silvia Sommaggio , Italien – 32.41,79 3. Olivera Jevtic , Serbien – 32.43,42 Maraton 1. Serap Aktas , Turkiet – 2:39.22 2. Carol Galea , Malta – 2:43.53 3. Lale Öztürk , Turkiet – 2:46.56 100 m häck 1. Patricia Girard , Frankrike – 12,90 2. Brigita Bukovec , Slovenien – 13,01 3. Carla Tuzzi , Italien – 13,30 400 m häck 1. Nezha Bidouane , Marocko – 55,01 2. Miriam Alonso , Spanien – 55,89 3. Carla Barbarino , Italien – 56,76 Höjdhopp 1. Antonella Bevilacqua , Italien – 1,95 2. Niki Bakogianni , Grekland – 1,93 3. Britta Bilać , Slovenien – 1,91 Längdhopp 1. Niki Xanthou , Grekland – 6,72 2. Linda Ferga , Frankrike – 6,49 3. Anastasia Mahob , Frankrike – 6,47 Trestegshopp 1. Olga Vasdeki , Grekland – 14,13 2. Betty Lise , Frankrike – 13,81 3. Antonella Capriotti , Italien – 13,80 Kulstötning 1. Mara Rosolen , Italien – 17,82 2. Eleni Tsentemeidou , Grekland – 17,70 3. Margarita Ramos , Spanien – 17,42 Diskuskastning 1. Anastasia Ketesidou , Grekland – 66,18 2. Stella Tsikouna , Grekland – 61,96 3. Isabelle Devaluez , Frankrike – 61,28 Spjutkastning 1. Nadine Auzeil , Frankrike – 57,32 2. Claudia Coslovich , Italien – 57,16 3. Angelíki Tsiolakoudi , Grekland – 56,70 Sjukamp 1. Natalie Teppe , Frankrike – 6 161 p 2. Gertrud Bacher , Italien – 5 859 p 3. Marie Collonvillé , Frankrike – 5 839 p Stafett 4 x 100 m 1. Frankrike – 42,63 2. Grekland – 43,07 3. Italien – 44,15 Stafett 4 x 400 m 1. Italien – 3.29,98 2. Frankrike – 3.30,62 3. Spanien – 3.31,93 10 km gång 1. Elisabetta Perrone , Italien – 44.40 2. Annarita Sidoti , Italien – 45.35 3. Celia Marcén , Spanien – 46.07 |